# Porte cittadine del Cairo
Le Porte cittadine del Cairo (ar| بوابات القاهرة, Bawwabat Al Kahera) sono le porte fortificate del Cairo d'epoca medievale, vestigia delle mura edificate in età fatimide. Le porte sono parte della Cairo islamica (detta Il Cairo storica).
Delle 22 porte, ne rimango intatte solo 3: Bab Zuwayla, Bab al-Nasr e Bab al-Futuh, tutte e tre ubicate sulla leggendaria Via Al-Muizz, a nord-est del Nilo.

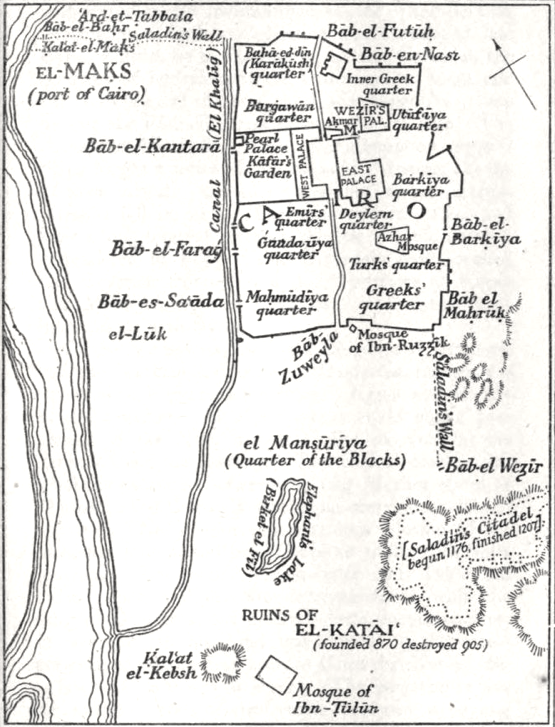
Cartina di Il Cairo storica disegnata dall'egittiologo Stanley Lane-Poole (1854-1931).

## Storia
La struttura primigenia del Cairo fu eretta nel 969 d.C. dal generale fatimide Jawhar al-Siqilli (911-992), come città fortificata con mura difensive. Nel 1092, il vizir al-Badr al-Jamali (1015 – 1094) fece erigere una seconda cinta muraria attorno alla precedente, per dare ancora più magnificenza alla capitale del califfato fatimide (909-1171). Alcune porte fatimidi sono state modificate in di epoca ayyubide da Saladino (1137 – 1193).

## Le porte

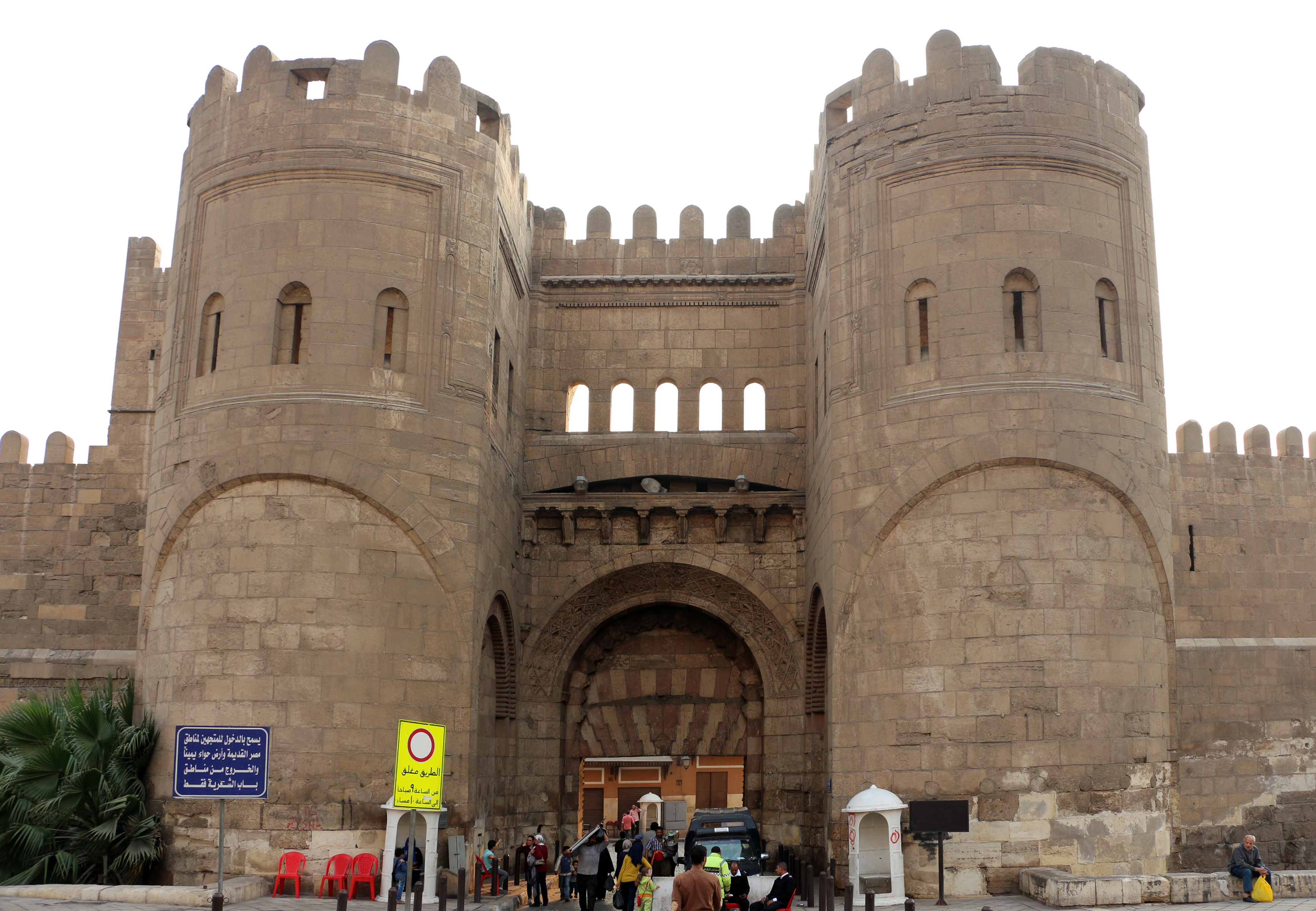
Bab al-Futuh.

Questo elenco, di porte del Cairo di epoca medievale, procede in ordine alfabetico:
- Bab al-Bahr, (ar باب البحر), (la Porta del Mare), andata distrutta.
- Bab al-Barakiyyah I, (ar Iباب البركية ) di epoca ayyubide; andata distrutta.
- Bab al-Barakiyyah II, (ar IIباب البركية), (la Porta della Grazie II), andata distrutta.
- Bab al-Faraj,  (ar باب الفرج), (la Porta del Soccorso), di epoca ayyubide; fu costruita nel 1184 da Saladino (1137 – 1193), al suo posto il mausoleo di Set Seada.
- Bab al-Futuh, (ar باب الفتوح), (la Porta dell Conquista), esistente.
- Bab al-Jadid, (ar باب الجديد), (La Nuova Porta), esistente in parte.
- Bab al-Ghurī, (ar باب الغورى)(la Porta dell'Aggressore), andata distrutta.
- Baa al-Ḩusayniyyah, (ar باب الحسينبة), (la Porta della Bellezza), al suo posto il distretto omonimo.
- Bab al-Khalq, (ar باب الخلق), (la Porta della Creazione), al suo posto il distretto omonimo.
- Bab El Khoga, (ar باب خوجة), (la Porta del Maestro), andata distrutta.
- Bab al-Nasr, (ar باب النصر), (la Porta della Vittoria), esistente.
- 'Bab al-Qanţarah, (ar باب القنطرة), (la Porta del Ponte), andata distrutta.
- Bab al-Qilà, (ar باب القلة), (la Porta della Mancanza), andata distrutta.
- Bāb al-Shaariy‘ah, (ar باب الشعرية) (la Porta della Tribu' di Shaariy'ah), al suo posto il distretto omonimo.
- Bab al-Silsilah, (ar باب السلسلة), (la Porta della Catena), andata distrutta.
- Bab al-Sirr', (ar باب الرس),  (la Porta del Secreto), andata distrutta.
- Bab al-Tawfīq, (ar باب التوفبق), (la Porta del Successo), andata distrutta.
- Bab al-Wazir. (ar باب ا للوزير), (la porta del Vizir), esistente in parte.
- Bab Khan al-Khalili, (ar باب خن الخلياى), (la Porta di Khan el-Khalili), al suo posto il distretto omonimo.
- Bab Sa‘adah, (ar باب للسعادة), (la Porta della Felicita'), andata distrutta.
- 'Bab Darb al-Laban, '(ar باب در اللبن), (la Porta della Via latteal), andata distrutta.
- Bab Zuwayla, (ar باب زويلة), (la Porta di Zuwayla), esistente.

## Galleria d'immagini

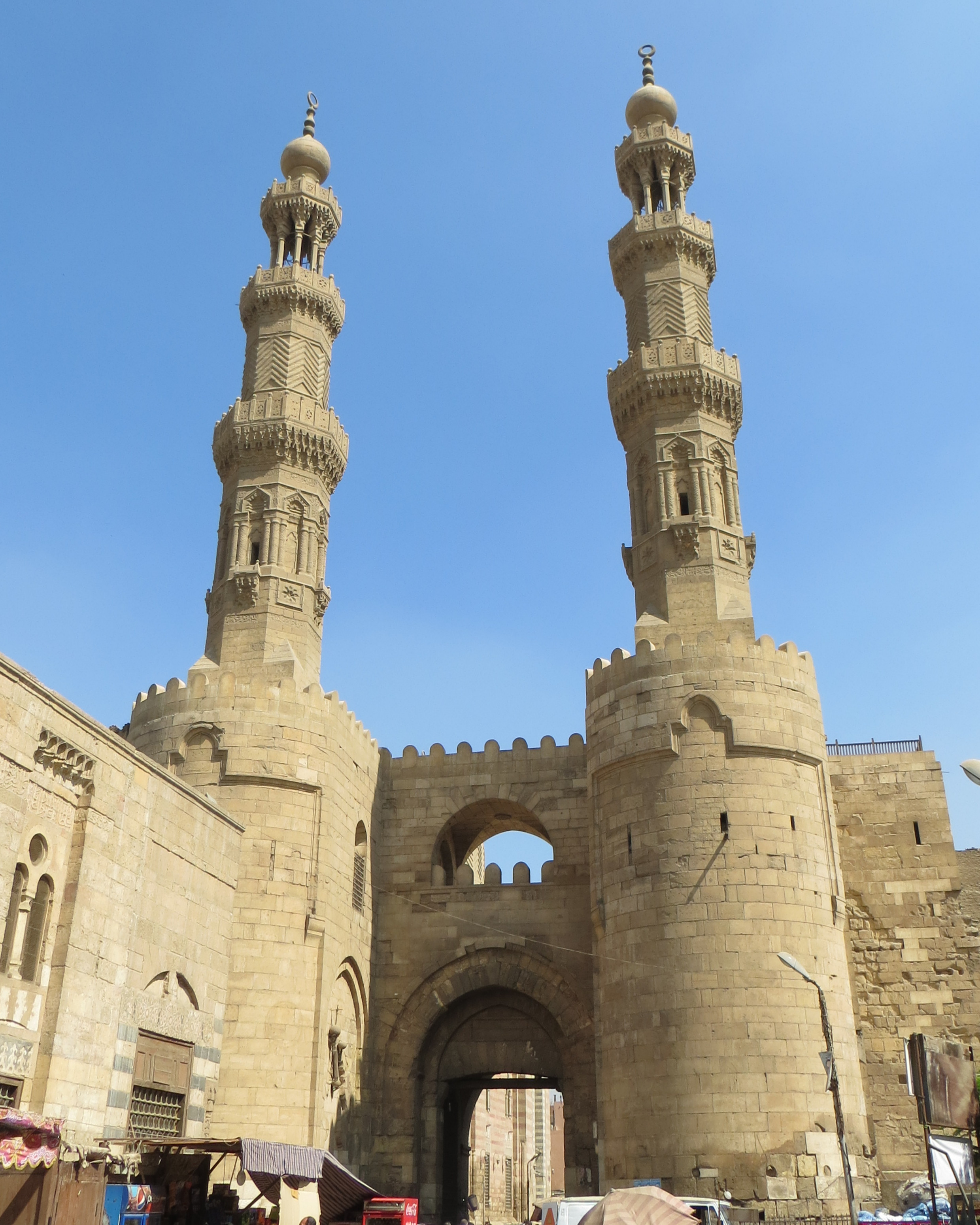
Bab Zuwayla
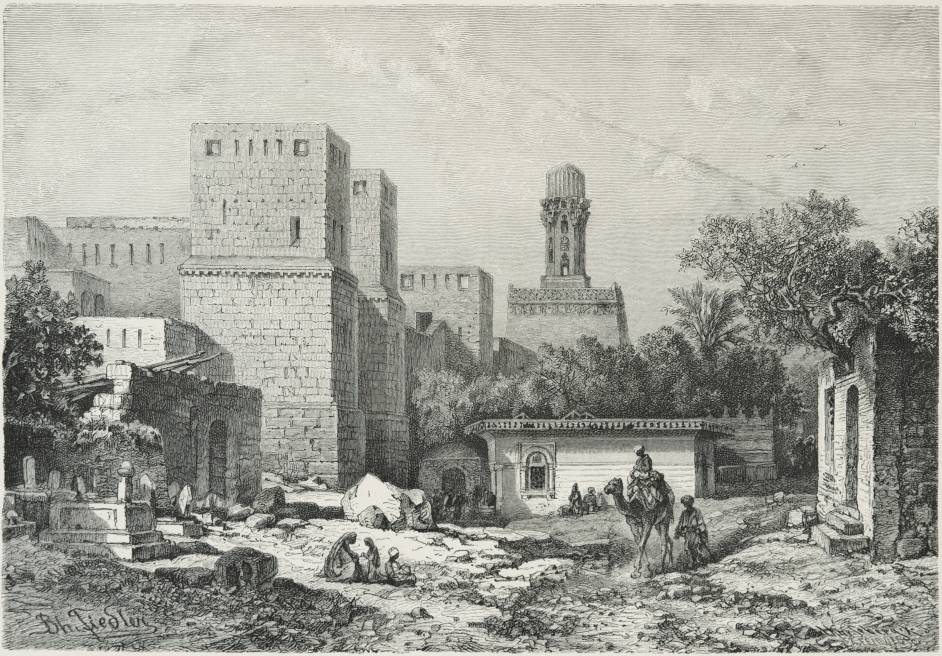
Bab al-Nasr, 1878.
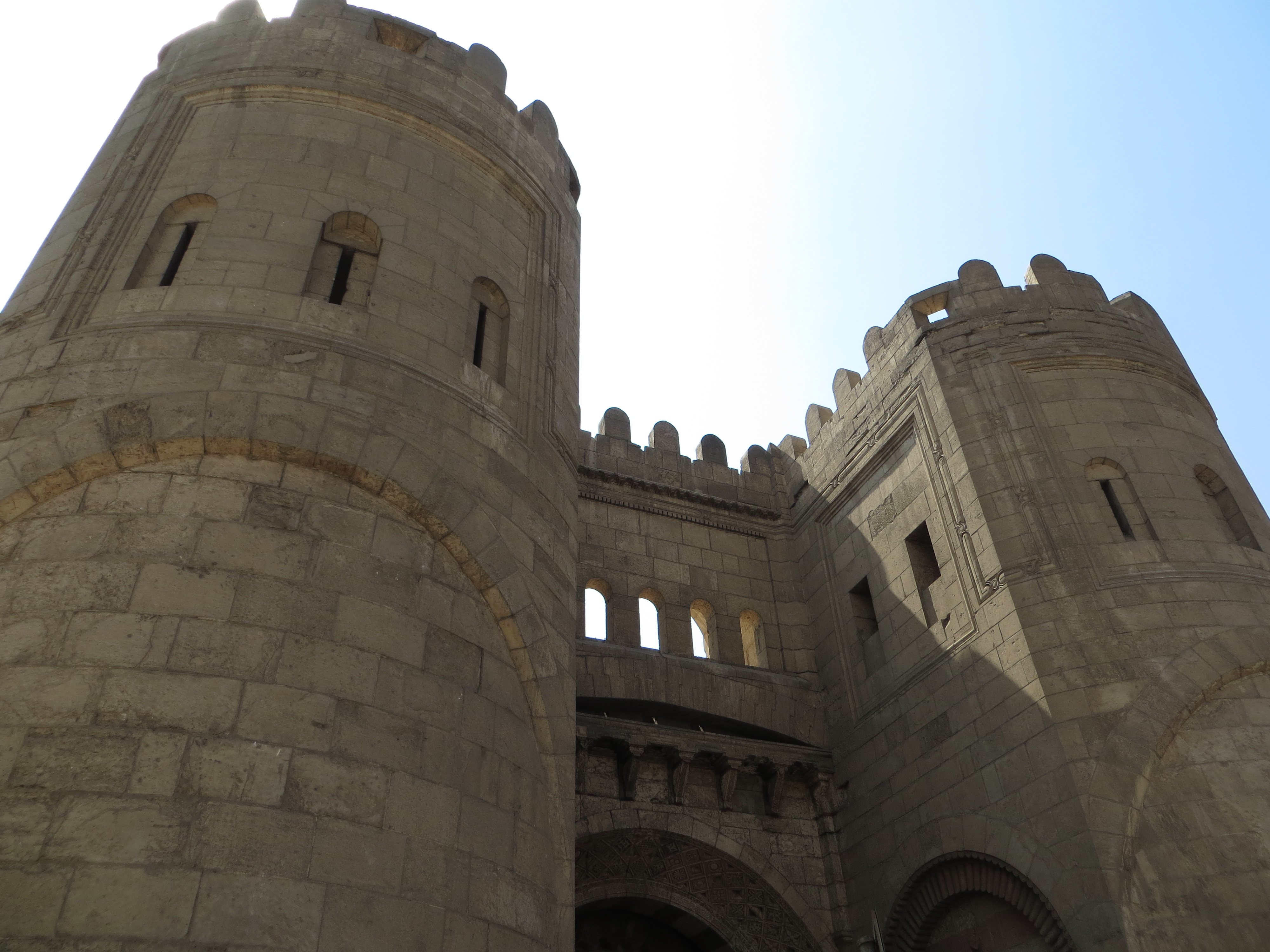
Bab al-Futuh